# بنووو
بنووو (به لهستانی:  Bynowo) یک روستا در لهستان است که در گمینا میوومون واقع شده‌است.